# Ikarie XB-1
Pour plus de détails, voir Fiche technique et Distribution.
Ikarie XB-1 est un film de science-fiction tchécoslovaque réalisé par Jindřich Polák, sorti en 1963.

## Synopsis
En 2163, le vaisseau spatial Ikarie XB-1 (Ikarus XB-1) est en mission à la recherche d'une mystérieuse « Planète blanche » en orbite autour de l'étoile Alpha du Centaure. Si le voyage de l'équipage ne dure que vingt-huit mois, quinze ans auront passé sur Terre au moment où la mission parviendra à destination. Au cours de ce voyage, une quarantaine de scientifiques de tous pays apprennent à vivre ensemble et doivent faire face à quelques péripéties, telles que la rencontre avec un appareil spatial du XXe siècle, l'instabilité mentale d'un des passagers ou l'apparition de symptômes liés à une « étoile noire » radioactive.
Le vaisseau finit par atteindre l'orbite de la Planète blanche qui se révèle habitable. Il entre dans son atmosphère. Au moment où les nuages se dissipent, apparaissent ce qui semblent être des constructions et des antennes émettrices.

## Distribution
- Zdeněk Štěpánek
- Radovan Lukavský
- František Smolík
- Otto Lackovič
- Jozef Adamovič
- Jiří Vršťala

## Production
Ikarie XB-1 a été remarqué lors du Festival du film de science fiction de Trieste de 1963 et est aujourd'hui considéré comme l'un des meilleurs films de science-fiction du bloc de l'Est.
À l'instar d'autres productions de science fiction d'Europe de l'Est de la même époque — par exemple le film soviétique La Planète des tempêtes, devenu Voyage sur la planète préhistorique — Ikarie XB-1 a connu une version américaine, remontée et doublée en 1964 par l'American International Pictures. Par conséquent, en dehors du Festival de Trieste, la version originale tchèque n'a pratiquement pas été diffusée jusqu'à l'édition du DVD du film en 2005.
La version américaine du film, titrée Voyage to the End of the Universe, compte un nombre important de changements par rapport à la version originale. Dix minutes de film ont en effet été coupées. Ces coupes concernent notamment l'évocation de la naissance d'un enfant à bord d'Ikarie et la découverte que le vaisseau a été protégé par la Planète blanche face à la menace radioactive de l'Étoile noire. Par ailleurs, les noms au générique ont été remplacés par des noms américains. Le changement le plus notable de la version américaine concerne la scène de fin, transformant en un plan l'histoire complète du film. Alors que l'équipage du Ikarie approche de sa destination, l'écran de contrôle montre dans la version originale une vue de la Planète blanche avec les signes d'une vie et d'une civilisation extraterrestre. Dans la version distribuée aux États-Unis, c'est une vue de Manhattan qu'aperçoivent les passagers, laissant comprendre au spectateur qu'il suit depuis le début du film le périple d'un équipage extraterrestre en quête d'un premier contact avec la planète Terre.
Une version restaurée a été présentée au Festival de Cannes en 2016, associant la Cinémathèque de Prague et le ministère de la Culture tchèque, un laboratoire de Budapest, des fonds islandais, du Liechtenstein et norvégiens.